# Николај Атанасов
Николај Атанасов (буг. Николай Атанасов; Софија 11. децембар 1974) је бугарски атлетичар, специјалиста за скок удаљ.
Атанасов се такмичио на Светским првенствима на отвореном Севиља 1999. (16), Париз 2003. (22) и Осака 2007. (15), на Олимпијским играма Сиднеј 2000. (30), Атина 2004. (17) и Пекинг 2008. (35) и Гетеборг 2006.(25) и ниједном се није пласирао у финале. Прво финале је досигао на Светском првенству у дворани 2008. у Валенсији када је био пети скокм 7,90. Исти пласман постигао је и на Европском дворанском првенству 2009. у Торину, када је поставио лични рекод 8,11.